# Висунці
Висунці — село в Україні, у Музиківській сільській громаді Херсонського району Херсонської області. Утворене 18 листопада 2008 року з місцевостей Музиківської сільської ради згідно з рішенням Херсонської обласної ради № 755.
Сучасне село Висунці розташована на території Херсонського району Херсонської області. Керується Музиківською сільською радою та є частиною Музиківської територіальної громади. Воно найближче з сіл громади до обласного центру — м. Херсон — 10 км від міського автовокзалу. Станом на 2021 рік тут лише 64 домоволодіння, зареєстровано 134 людей, але село має величезний потенціал до розвитку та давню історію.
Таке маленьке село нашої громади має двох найактивніших депутатів восьмого скликання — Пилипчак Валентину Андріївну та Міщенко Наталію Іванівну.
Тут працює продовольчий магазин та автозаправка, місцеві підприємці вирощують овочі (родина Романчук), квіти (родина Денисенко), ягоди (родина Політанських) та іншу продукцію. Діти села навчаються в Музиківському ліцеї, куди їх безплатно підвозять автобуси ТОВ «Іксора». Зусиллями місцевих депутатів створено дитячий майданчик та планується закласти парк — окрасу села. Місцеві жителі не звикли чекати, що хтось розв'яже їх проблеми, а докладають зусиль для перетворення свого села на комфортне місце для життя.
На жовтневій сесії сільської ради на ремонт доріг в селі та збереження автобусного сполучення виділено 214,2 тисячі гривень.

## Історія
Висунці мають цікаву історію та разом з Музиківкою пережили бурхливі події ХХ століття, трудові радянські часи та яскраві роки незалежності.
На території Висунців знайдено два скарби істрійських монет V-IV ст. до н. е. та залишки скіфського поселення. Що свідчить, що ця родюча земля завжди приваблювала людей.
Перша документальна згадка про Висунцівські хутори сягає кінця 50-х років XIX століття. Зліва від Херсонсько-Елисаветградської дороги виникло 3 хутори: Висунцівські — при трьох криницях у 10-ти верствах від повітового міста, Музикині хутори — в 12-ти верствах і Мірошникові хутори — в 14-ти верствах від повітового міста.
Тоді на Висунцівських хуторах було 17 подвір'їв, в яких проживало 105 жителів, в тому числі 55 чоловіків, 50 жінок.
Висунці — запозичена від місцевості звідки переселилися вихідці (Висунськ — сучасного Березнегуватського району Миколаївської області)
У Висунцівському кар'єрі добувався камінь для будівництва Херсона.
У 1885 році на Висунцях відкрита школа
При встановленні радянської влади (1918) була створена Висунцівська сільська рада. ЇЇ у 1922 році очолював Буренко Олексій Микитович, до її складу входили Буренко А. А., Жосан Г. Й., Панов Г. М.
Цікава історія Висунцівського дитячого будинку. У другій половині 30-х років у приміщенні колишньої контори кар'єроуправління було організовано інтернат для іспанських дітей, чиї батьки билися з прихильниками диктатора Ф.Франко. Із початком війни дітей евакуювали, будівлі пустували. 14 березня 1944 року прибули перші діти. Згодом їх стало 225. В 1948 році будинок розкомплектували і він став закладом для дошкільнят, розрахованим на 75 дітей віком від 3 до 7 років. Працювали з дітьми досвідчені вихователі: Фекла Миколаївна Левицька, Галина Станіславівна Дяченко, Катерина Іванівна Волошина, Марія Прокопівна Строкован. Декілька нянь вдень і вночі доглядали малюків: Резнік В., Чихун М. В., Голубенко Є. Т., Садовська М. Д., Інюкова А. І., Демьяненко Є. Д. та інші. Двоян Тетяна Василівна працювала в ньому медичною сестрою. Довгий час директором дитячого будинку був Петро Романович Двоян. Проіснував цей заклад до 12 жовтня 1965 року.
31 липня 1958 рішенням Херсонської обласної ради села Висунці та Мірошниківка приєднали до Музиківки у вигляді житлових місцевостей, але 18 листопада 2008 повернуто статус сіл.
24 лютого 2022 року було окуповане військами рф.
10 листопада 2022 року звільнене в результаті контрнаступу ЗСУ на херсонському напрямку.